# Raphael Glorieux
Raphael Glorieux (26 de janeiro de 1929 — 19 de agosto de 1986) foi um ciclista belga. Competiu como representante de seu país nos Jogos Olímpicos de Verão de 1948, onde a equipe belga terminou em quinto lugar na perseguição por equipes de 4 km.